# Ruder-Europameisterschaften 1901
Die 9. Ruder-Europameisterschaften wurden im August 1901 auf dem Zürichsee in Zürich, Schweiz ausgetragen. Wie bereits im Vorjahr wurden Medaillen in fünf Bootsklassen vergeben.

## Ergebnisse
| Bootsklasse           | Gold | Silber | Bronze |
| --------------------- | --- | --- | --- |
| Einer                 | Hermann Barrelet | Edmond Delaet                                                                                               | Luigi Gerli |
| Doppelzweier          | Frankreich Robert d’Heilly O. Bouttemy | Belgien Daniël Clarembaux Henri Van Mol                                                                     | Schweiz Georges Rieder Charles Nicollier |
| Zweier mit Steuermann | Frankreich Delabarre R. Gelée | Deutsches Reich                                                                                             | Italien Paolo Diana Vittorio Narducci Clementino Sbisà (Steuermann)                                                                                      |
| Vierer mit Steuermann | Italien Paolo Diana Giuseppe Nacci Gaetano Caccavallo Vittorio Narducci Clementino Sbisà (Steuermann)                                                                                | Belgien Theodore Conrades Maurice Vandenberghe Robert Vandenkerkhoeve Xavier Crombet unbekannt (Steuermann) | Deutsches Reich Louis Sigel Charles Muhlberger Charles Engel Gustav Kettner A. Knoch (Steuermann)                                                        |
| Achter                | Belgien Marcel Van Crombrugge Maurice Hemelsoet Oscar de Cock Polydore Veirman Charles Boone Oscar Dessomville Georges Demeester Gaston Goetgeluck Alfred van Landeghem (Steuermann) | Frankreich                                                                                                  | Italien Cino Ceni Italo Ponis Renato Orlandini Fabio Orlandini Gino Montelatici Gastone Orlandini Giorgio Bensa Cesare Galardelli unbekannt (Steuermann) |

## Medaillenspiegel
| Platz  | Land            | Gold | Silber | Bronze | Gesamt |
| ------ | --------------- | ---- | ------ | ------ | ------ |
| 1      | Frankreich      | 3    | 1      | –      | 4      |
| 2      | Belgien         | 1    | 3      | –      | 4      |
| 3      | Italien         | 1    | –      | 3      | 4      |
| 4      | Deutsches Reich |      | 1      | 1      | 2      |
| 5      | Schweiz         | –    | –      | 1      | 1      |
| Gesamt | Gesamt          | 5    | 5      | 5      | 15     |